# Перельштейн, Юрий Исакович
Юрий Исакович Перельштейн (род. 4 июля 1945) — советский футболист, центральный защитник, мастер спорта. Большую часть карьеры провёл во владивостокском «Луче».

## Биография
В 1962 и 1964 году выступал за благовещенский «Амур». В 1964 забил курьёзный гол ангарскому «Старту», сломав ворота сильным ударом. С начала 1965 во владивостокском «Луче». Осенью 1965 первым из воспитанников «Луча» сыграл в классе «А»: за ЦСКА против тбилисского «Динамо», в сезоне 1965, когда армейцы завоевали бронзовые медали. На следующий сезон Перельштейн вернулся на Дальний Восток, по одному сезону провёл снова в «Амуре» и хабаровском СКА, после чего 8 сезонов с 1968 по 1975 в «Луче». Его дуэт в центре обороны «Луча» вместе с многолетним капитаном команды Владимиром Акимовым считается одним из лучших в истории клуба. Вратарь сборной СССР Николай Гонтарь, начинавший карьеру в «Луче», назвал Перельштейна одним из лучших партнёров, с кем доводилось играть.